# 柴山哲也
柴山 哲也（しばやま てつや)は、日本の評論家、ジャーナリスト、メディア学者。専門はジャーナリズム論、情報文明論、メディア産業論。

## 来歴
静岡県生まれ。同志社大学経済学部卒業、同大学院文学研究科新聞学科中退後、1970年に朝日新聞記者になり、世界各地を取材。1994年に退職し、米国立のシンクタンクイースト・ウエスト・センターやハワイ大学の客員研究員となる。帰国後、国際日本文化研究センター客員教官、京都女子大学教授、立命館大学客員教授、現代メディア・フォーラム代表。

## 著書
- 『キリマンジャロの豹が目覚める 21世紀を予兆するアフリカ美学』情報センター出版局、1986
- 『ヘミングウェイはなぜ死んだか 二十世紀の原罪に挑んだ男』朝日ソノラマ、1994
  - 『ヘミングウェイはなぜ死んだか 『老人と海』の伝説 二十世紀の文豪の謎』集英社文庫 1999
- 『日本型メディア・システムの崩壊 21世紀ジャーナリズムの進化論』柏書房、1997
- 『「情報人」のすすめ IT時代を生きるメディオロジー』集英社新書、2001
- 『戦争報道とアメリカ』PHP新書、2003
- 『日本型メディアシステムの興亡 瓦版からブログまで』ミネルヴァ書房 叢書・現代社会のフロンティア、2006
- 『日本はなぜ世界で認められないのか 「国際感覚」のズレを読み解く』平凡社新書、2012
- 『新京都学派 知のフロンティアに挑んだ学者たち』平凡社新書、2014
- 『真珠湾の真実 歴史修正主義は何を隠したか』平凡社新書、2015

### 共編著
- 『日本のジャーナリズムとは何か 情報革命下で漂流する第四の権力』編著 ミネルヴァ書房、2004
- 『公共放送BBCの研究』原麻里子共編著　ミネルヴァ書房、2011

## 参考
- [ISBN　978-4-569-63100-4]
- [ISBN　978-4-623-03977-7]
- 『現代日本人名録』2002
- @shibayama_t (公式)